# М'ясников Михайло Іванович
Михайло Іванович М'ясников (рос. Михаил Иванович Мясников; * 21 січня 1922 — 25 липня 2005) — радянський військовик, Герой Радянського Союзу (1945), почесний громадянин м. Дніпропетровськ (1995)

## Життєпис
Народився 21 листопада 1922 року в селі Колпна (нині селище Орловської області) у селянській родині. Росіянин. Закінчив 10 класів середньої школи.
На фронтах німецько-радянської війни із 1941 року.
У 1942 році закінчив Орловське бронетанкове училище.
Будучи заступником командира танкового батальйону 63-ї танкової бригади (Приморська армія, 4-й Український фронт) старший лейтенант М'ясников при ліквідації севостопольського угрупування 7 травня 1944 року замінив пораненого командира батальйону, першим прорвався до Камишової бухти, перегородивши шлях до відступу. Танковий батальйон знищив 64 польові гармати, 9 штурмових гармат, узяв в полон сотні ворожих солдат та офіцерів. Був поранений, але до кінця бою продовжував керувати батальйоном.
24 березня 1945 року присвоєно звання Героя Радянського Союзу.
Після війни продовжував службу в армії.
З 1975 року полковник М. І. М'ясников у відставці. Жив у Дніпропетровську. Помер 25 червня 2005 року. Похований у Дніпропетровську на Алеї Героїв Запорізького кладовища.